# Мисс США 1981
Мисс США 1981 (англ. Miss USA 1981) — 30-й конкурс красоты Мисс США прошедший 21 мая 1981 года, в Gulf Coast Convention Center, Билокси, Миссисипи. Победительницей конкурса стала Ким Силбрид из штата Огайо.

## Результаты
| Итоговое место | Участница |
| -------------- | --- |
| Мисс США 1981  | - Огайо — Ким Силбрид |
| 1-я Вице Мисс  | - Индиана — Холли Деннис |
| 2-я Вице Мисс  | - Луизиана — Лиза Мосс |
| 3-я Вице Мисс  | - Калифорния — Синтиа Керби |
| 4-я Вице Мисс  | - Гавайи — Тери Энн Линн |
| Полуфиналистки | - Алабама — ДжоАнна Хендерсон - Аризона — Кесси Хилл - Джорджия — Лиза Кондр - Мэриленд — Линда Ламберт - Теннесси — Шерон Кай Стикли - Техас — Диана Дёрнфорд - Виргиния — Пэм Хатченс |

### Специальные награды
| Награда              | Участницы                   |
| -------------------- | --------------------------- |
| Мисс Конгениальность | - Калифорния — Синтия Керби |
| Мисс Фотогеничность  | - Калифорния — Синтия Керби |

## Штаты-участницы
| - Алабама — ДжоАнна Хендерсон - Аляска — Шелли Бруно - Аризона — Кесси Хилл - Арканзас — Линнэнн Деррибери - Калифорния — Синтиа Керби - Колорадо — Шеннон Дэвидсон - Коннектикут — Келли Томпсон - Делавэр — Натали Рэмси - Вашингтон (округ Колумбия) — Белинда Джонсон - Флорида — Валери Ландин - Джорджия — Лиза Кондр - Гавайи — Тери Энн Линн - Айдахо — Лори Дитч - Иллинойс — Лесли Ренфроу - Индиана — Холли Деннис - Айова — Дженнифер Линн Вимпи - Канзас — Мисси Кейзер - Кентукки — Дениз Гиббс - Луизиана — Лиза Мосс - Мэн — Джуди Линн Футер - Мэриленд — Линда Ламберт - Массачусетс — Джоанн Савери - Мичиган — Карен Эйдсон - Миннесота — Полли Петерсон - Миссисипи — Анджела Эшмор - Миссури — Кэрин Смагач | - Монтана — Кэти Джо Локати - Небраска — Ладонна Хилл - Невада — Мэри Лебсок - Нью-Гэмпшир — Синтия Ли Грейвс - Нью-Джерси — Кристи Гартвейт - Нью-Мексико — Лиз Габриэль Доминик Тевене - Нью-Йорк — Дебора Фонтан (дисквалифицирована) - Северная Каролина — Лиза Коллин Свифт - Северная Дакота — Лори Сааринен - Огайо — Ким Силбрид - Оклахома — Стейси Лоуч - Орегон — Дон Льюис - Пенсильвания — Нена Стоун - Род-Айленд — Патти Рео - Южная Каролина — Заде Тернер - Южная Дакота — Джоан Эбботт - Теннесси — Шерон Кай Стикли - Техас — Дайана Дернфорд - Юта — Тоня Андерсон - Вермонт — Жаннетт Вульф - Виргиния — Пэм Хатченс - Вашингтон — Лейла Вагнер - Западная Виргиния — Келли Карр - Висконсин — Дэун Мари Сприман - Вайоминг — Дебора Аспинуолл |

## Судьи
- Синди Адамс[англ.] — Американский обозреватель светских новостей и писатель
- Джои Эдамс[англ.] — Американский комик
- Дуайт Кларк[англ.]
- Джим Фаулер[англ.] — зоолог и телеведущий Mutual of Omaha's Wild Kingdom[англ.]
- Мэри Фрил — Мисс США 1979
- Гэри Граффман[англ.] — пианист